# Mac OS 9
Mac OS 9是蘋果公司的操作系统Classic Mac OS第九個也是最後一個主要版本。它於1999年10月23日推出，被蘋果公司以「有史以來最好的互聯網作業系統」為推廣，突顯出Sherlock 2的互聯網搜索功能，結合蘋果公司的iTools免費在線服務，並改善了開放傳輸的聯網。儘管Mac OS 9缺少記憶體保護和完整的搶佔式多任務處理，持久的改進包括引入了自動的軟件更新引擎，並支援多用戶操作。
蘋果公司於2001年停止了Mac OS 9的開發工作，把所有未來的開發都過渡到Mac OS X（现macOS）。Mac OS 9的最終更新（Mac OS 9.2.2）解決了在經典環境中運作跟Mac OS X的兼容性問題，以及與Carbon應用程式的兼容性。在2002年的蘋果公司全球軟體開發者年會上，史提夫·喬布斯透過為OS 9舉行模擬葬禮而進行其主題演講。

## 功能特點
蘋果公司稱Mac OS 9包含了「50個新功能」，並大力推銷其Sherlock 2軟件，該軟件引入了「頻道」功能以搜索不同的在線資源，並具有類似QuickTime的金屬外觀。Mac OS 9還結合了蘋果公司稱為iTools（後來更名為.Mac，然後再更名為MobileMe，後來被iCloud取代）的互聯網服務套件，並包括改進了使用開放傳輸2.5的TCP/IP功能。
Mac OS 9的其他新功能包括：
- 無需使用At Ease（英语：At Ease）而結合支援多用戶的帳戶；
- 支援透過VoicePrint密碼進行語音登錄；
- 鑰匙串，此功能讓使用者在受保護的鑰匙串中儲存密碼和加密的文本數據；
- 軟件更新控制面板，用於自動下載和安裝蘋果公司的系統軟件更新；
- 重新設計的聲音控制面板，並支援USB音頻；
- 稱為PlainTalk（英语：PlainTalk）的口述項目2.0，具有改進的語音合成和識別功能，以及結合了AppleScript[5]；
- 透過FontSync改進了字體管理；
- 遠程進入個人服務器3.5，包括透過對等協定（PPP）以支援TCP/IP客戶端；
- AppleScript的更新版本以支援TCP/IP；
- 透過TCP/IP共享個人文件；
- USB打印機共享，一個讓某些USB打印機通過TCP/IP網絡共享的控制面板；
- Finder中的128位元檔案加密；
- 支援大於2GB的檔案；
- UNIX宗卷的支援；
- 在Finder中燒錄光碟（在Mac OS 9.1中引入）；
- 在Finder中新增「窗口（Window）」選單（在Mac OS 9.1中引入）。

## 版本歷史
| 版本                         | 發佈日期                    | 更新                                                                       | 化號       | 使用電腦                                         | 售價      |
| ---------------------------- | --------------------------- | -------------------------------------------------------------------------- | ---------- | ------------------------------------------------ | --------- |
| 9.0 （页面存档备份，存于）   | 1999年10月23日              | - 初始版本                                                                 | Sonata     | iMac G3                                          | $99美元   |
| 9.0.2                        | 2000年2月（隨Mac發佈）      | - 錯誤修正                                                                 | 不適用     | PowerBook G3（火線）                             | 隨Mac發佈 |
| 9.0.3                        | 2000年3月（隨Mac發佈）      | - 錯誤修正                                                                 | 不適用     | iMac / iMac DV / iMac DV SE                      | 隨Mac發佈 |
| 9.0.4 （页面存档备份，存于） | 2000年4月4日                | - 改進對USB及火線的支援。 - 錯誤修正。                                     | Minuet     | iMac G3 （吸入式）                               | 免費升級  |
| 9.1 （页面存档备份，存于）   | 2001年1月                   | - 在Finder中加入光碟燒錄 - 改善 Finder 中的「窗口」選單 - 並提昇系統穩定性 | Fortissimo | 14与12英寸屏的iBook                              | 免費升級  |
| 9.2                          | 2001年6月18日 （隨Mac發佈） | - 最低系統需求為G3處理器。 - 改善系統速度及對Classic環境的支援。           | Moonlight  | Power Mac G4 (QuickSilver)                       | 隨Mac發佈 |
| 9.2.1                        | 2001年8月                   | - 修正輕微錯誤。                                                           | Limelight  | - iBook（2001年末） - PowerBook G4（千兆以太網） | 免費升級  |
| 9.2.2                        | 2001年12月                  | - 修正有關Classic環境的錯誤。                                              | LU1        | eMac                                             | 免費升級  |